# خدمات کتابخانه ملی بلیز
خدمات کتابخانه ملی بلیز در سال ۱۸۲۵ تأسیس شد. این کتابخانه بر پایه قانون واسپاری بلیز کار می‌کند. دفتر مرکزی آن در شهر بلیز است.
کتابخانه توسط هیئت مدیره‌ای متشکل از ده عضو اداره می‌شود که هشت نفر از آنها توسط وزیر آموزش و پرورش به نمایندگی از جامعه بلیز منصوب می‌شوند.
شهروندان بلیز می‌توانند در صورت درخواست خودشان کارت عضویت بگیرند، که هزینه آن ۳ دلار است و یا با کارت از کتابخانه استفاده کنند. همچنین شهروندان خارجی می‌توانند کارتی به قیمت ۴۳ دلار دریافت کنند که ۴۰ دلار آن هنگام خروج از کشور قابل استرداد است.
سرویس کتابخانه از رده‌بندی دهدهی دیوئی استفاده می‌کند.